# گریس لی بوگز
گریس لی بوگز (انگلیسی: Grace Lee Boggs؛ زاده ۲۷ ژوئن ۱۹۱۵ – درگذشته ۵ اکتبر ۲۰۱۵) نویسنده، کنشگر، فیلسوف و فمینیست اهل ایالات متحده آمریکا بود.
او برای همکاری‌های سیاسی اش با سی. ال. آر. جیمز و رایا دونایوسکایا در دهه‌های ۱۹۴۰ و ۱۹۵۰ شناخته می‌شود.

## دوران جوانی
گریس لی بوگز در ۲۷ ژوئن ۱۹۱۵، در حومه رود آیلند متولد شد. نام چینی او یو پینگ (玉 平)، به معنی «صلح بود». او دختر چین لی (۱۸۶۵–۱۸۷۰)، در اصل از منطقه توشیان چین و یین لین یک زن فمینیست بود.
یین لین در یک خانواده بسیار فقیر به دنیا آمد. عمویش یین را به دلیل فقر به برده فروش‌ها فروخت ولی او فرار کرد. در سال ۱۹۱۱ پدر او با همسر دومش، به سیاتل واشینگتن مهاجرت کرد.
بوگز با یک بورس تحصیلی در کالج بارنارد، جایی که تحت تأثیر کانت و هگل بود تحصیلاتش را ادامه داد. در سال ۱۹۳۵ فارغ‌التحصیل شد و در سال ۱۹۴۰ دکترای خود را در فلسفه از کالج برین مایر دریافت کرد.
در دهه ۱۹۶۰ او و همسرش جیمز بوگز (درگذشت در ۱۹۹۳)، فعالیت سیاسی خود را آغاز کردند که حدود چهل سال ادامه داشت.

## نویسندگی
تا سال ۱۹۹۸، او چهار کتاب، از جمله زندگی‌نامه خودش را نوشته بود. در سال ۲۰۱۱، هنوز در سن ۹۵ سالگی فعال بود و کتاب پنجمش بنام انقلاب بعدی آمریکا: فعالیت پایدار برای قرن بیست و یکم، با اسکات کوراشیک را به چاپ رساند. این کتاب‌ها را انتشارات دانشگاه کالیفرنیا منتشر کرد.

## جوایز
گریس لی بوگز همچنین برندهٔ جوایزی همچون تالار مشاهیر زن میشیگان شده‌است.